# Gli occhi dell'amore (film 2005)
Gli occhi dell'amore è un film per la televisione italiano del 2005 diretto e interpretato da Giulio Base.

## Trama
Miki è una giovane e bella ragazza che, per aiutare la sorella in difficoltà economica, compie dei furti ai danni dei clienti di un hotel. Un giorno viene sorpresa dalla direttrice dell'hotel che vuole farla arrestare, e solo l'inaspettato aiuto della cliente derubata la salva dalle manette. La cliente,
Elena, appena separata dal marito Arturo, ha aiutato Miki perché vuole che lei lo seduca e le fornisca le prove fotografiche dell'adulterio per ottenere un "divorzio per colpa" del marito.
Miki si fa assumere come cameriera da Jones, il maggiordomo di casa Victor Angeli, e inizia il corteggiamento. Arturo, non solo non è interessato alla ragazza, ma per un piccolo disguido la licenzia e  pretende l'assunzione di un cameriere uomo. Jones, persona di sentimento che ha preso in simpatia la ragazza, la convince a vestirsi da uomo e la riassume come Michele. Quello che non era riuscito a Miki, riesce a Michele. Arturo inizia ad essere attratto dal cameriere e la cosa lo turba. Anche Miki è attratta da Arturo e, dopo alcuni approcci rifiutati, i due finiscono a letto insieme. Arturo, infatti, aveva capito che Michele era una ragazza.
Elena riesce comunque ad avere le foto compromettenti della notte d'amore dei due grazie alla complicità del segretario di Arturo e a far ricadere la colpa su Miki. Anche una delle sue vittime, Olga Tikhonov, la riconosce come la ladra dell'hotel e Arturo decide di non vederla più. Prima che gli accordi sulla separazione diventino definitivi, Miki riesce a smascherare il complotto di Elena e, con l'aiuto di Jones, ottiene anche il perdono di Arturo. Finalmente senza inganni, Miki diventa la nuova signora Victor Angeli.